# Pancy
Pancy est une ancienne commune française, située dans le département de l'Aisne en région Hauts-de-France. Elle est actuellement incorporée à la commune de Pancy-Courtecon.

## Géographie
La commune avait une superficie de 2,46 km2.

## Toponymie
Pancy est attesté sous les formes Penci (1114) ; In territorio de Panci (1227) ; Territorium de Paanci (1233) ; Saint-Jean-Baptiste-de-Pansy (1668).

## Histoire
La commune a été créée lors de la Révolution française. Pancy absorbe la commune voisine de Courtecon, considéré comme détruite lors de la Première Guerre mondiale par le décret du 9 septembre 1923 supprimant cette commune. La nouvelle entité prend le nom de Pancy-Courtecon.

## Administration
Jusqu'à sa suppression en 1923, la commune faisait partie du canton de Craonne dans le département de l'Aisne. Elle appartenait aussi à l'arrondissement de Laon depuis 1801 et au district de Laon entre 1790 et 1795. La liste des maires de Pancy est :
| Période                                  | Période | Identité | Étiquette | Qualité |
| ---------------------------------------- | ------- | -------- | --------- | ------- |
|                                          |         |          |           |         |
| Les données manquantes sont à compléter. |         |          |           |         |

## Démographie
Jusqu'en 1923, la démographie de Pancy était :
| 1793 | 1800 | 1806 | 1821 | 1831 | 1836 | 1841 | 1846 | 1851 |
| ---- | ---- | ---- | ---- | ---- | ---- | ---- | ---- | ---- |
| 133  | 142  | 137  | 154  | 152  | 149  | 146  | 122  | 107  |

| 1856 | 1861 | 1866 | 1872 | 1876 | 1881 | 1886 | 1891 | 1896 |
| ---- | ---- | ---- | ---- | ---- | ---- | ---- | ---- | ---- |
| 116  | 110  | 114  | 112  | 106  | 108  | 99   | 96   | 82   |

| 1901 | 1906 | 1911 | 1921 | - | - | - | - | - |
| ---- | ---- | ---- | ---- | - | - | - | - | - |
| 91   | 94   | 85   | 35   | - | - | - | - | - |